# Rappahannock megye
Rappahannock megye az Amerikai Egyesült Államokban, azon belül Virginia államban található. Megyeszékhelye és legnagyobb városa Washington. Lakosainak száma 7348 fő (2020. április 1.). Rappahannock megye Fauquier, Page, Warren, Madison és Culpeper megyékkel határos.

## Népesség
A megye népességének változása:
| Lakosok száma | 7498 | 7485 | 7448 | 7478 | 7378 | 7348 |
|               | 2010 | 2011 | 2012 | 2013 | 2015 | 2020 |